# Fagonia
Fagonia är ett släkte av pockenholtsväxter. Fagonia ingår i familjen pockenholtsväxter.

## Dottertaxa tillFagonia, i alfabetisk ordning[1]
- Fagonia acerosa
- Fagonia arabica
- Fagonia boulosii
- Fagonia boveana
- Fagonia bruguieri
- Fagonia capensis
- Fagonia charoides
- Fagonia chilensis
- Fagonia cretica
- Fagonia densa
- Fagonia densispina
- Fagonia glabra
- Fagonia glutinosa
- Fagonia gypsophila
- Fagonia hadramautica
- Fagonia harpago
- Fagonia indica
- Fagonia isotricha
- Fagonia kassasii
- Fagonia khattabii
- Fagonia laevis
- Fagonia lahovarii
- Fagonia latifolia
- Fagonia latistipulata
- Fagonia longipedicellata
- Fagonia longispina
- Fagonia mahrana
- Fagonia mayana
- Fagonia microphylla
- Fagonia mollis
- Fagonia olivieri
- Fagonia ovalifolia
- Fagonia pachyacantha
- Fagonia palmeri
- Fagonia paulayana
- Fagonia rosei
- Fagonia schimperi
- Fagonia schweinfurthii
- Fagonia scoparia
- Fagonia sinaica
- Fagonia socotrana
- Fagonia spinosissima
- Fagonia taeckholmiana
- Fagonia tenuifolia
- Fagonia thebaica
- Fagonia tristis
- Fagonia villosa
- Fagonia zilloides